# Havârna
Havârna est une commune du județ de Botoșani en Roumanie.